# Solo cemiterial
O solo cemiterial faz parte de um complexo que envolve microorganismos, matéria orgânica vegetal e animal, água e sedimentos mineralógicos e petrológicos.
Sob o ponto de vista da saúde pública, o impacto que o cemitério exerce sobre esse conjunto deve ser pesquisado "in-loco", escolhendo, para tanto, locais onde a agressão ao meio ambiente seria mais acentuada.
O corpo humano, supondo-se uma média de 70Kg por pessoa, tem aproximadamente a seguinte composição em kg.
```
Carbono ------------------------------- 16
Cálcio -------------------------------- 1
Sais minerais e outros elementos ------ 3
Água----------------------------------- 50
Total---------------------------------- 70
```

Este conjunto de elementos, constitutivos do corpo humano, contém também vírus e bactérias que exercem um impacto biológico ao meio ambiente, principalmente quando o sepultamento ocorre diretamente na terra cemitério jardim. Por essa razão é que as investigações e pesquisas se concentram nesses locais.

## Corpo após a morte
Após a morte, considerando sempre valores aproximados para o nosso clima tropical, a decomposição do corpo apresenta nos primeiros três meses a fase gasosa. Há desprendimento de gases, acompanhado de inchaço do corpo até o seu rompimento. A seguir as partes moles do corpo extravasam, por um período de seis meses denominado fase coliquativa. Este produto, segundo os médicos legistas, denomina-se “produto da coliquação” ou da decomposição. Tem densidade aproximada de 1,2g/cm³, apresenta-se inicialmente como um líquido altamente viscoso que logo a seguir se polimeriza tomando as características de um gel de difícil escoamento.